# Dihidrokanakugiol
Dihidrokanakugiol es una dihidrochalcona aislada de Lindera lucida.